# Soulslike
Soulslike (englisch etwa „In der Art von (Dark/Demon’s) Souls“) bezeichnet ein Computerspielgenre. Das Genre umfasst alle Spiele, „die in Bezug auf Machart und Spielmechanik der Dark-Souls-Reihe entsprechen“. Insbesondere in Eingrenzung auf die Spiele von From Software, zum Teil aber auch synonym zu Soulslike, wird die Bezeichnung Soulsborne verwendet, die Bezug auf Demon’s Souls, Dark Souls und Bloodborne nimmt.

## Charakteristische Merkmale
Als Soulslikes bezeichnete Spiele sind häufig Action-Adventures oder actionorientierte Rollenspiele. Soulslikes beinhalten typischerweise Kampfsysteme die „aus schweren und leichten Schlägen, Parieren und Ausweichen“ bestehen sowie die Todesmechanik, wobei der Spieler beim Tod eine zweite Chance erhält, seine beim Tod verlorene Währung wieder zu erlangen. Besonders charakteristisch ist der von den Entwicklern bewusst gewählte, sehr hohe Schwierigkeitsgrad. Spieler müssen durch Versuch und Irrtum und das Erlernen der Bewegungsabläufe die richtige Strategie finden, um schwere Bossgegner zu besiegen. In der Regel stirbt die Spielfigur dabei sehr häufig, bis die richtige Strategie gefunden wurde. Gamedesigner Jan Klose sieht neben der Präzision dieser Steuerung ein festes Regelwerk für entscheidend: „Das Spiel stellt dir gemeine Fallen. Aber du kannst alles verstehen und deswegen kannst du es meistern.“ Zentral ist „[d]er Tod als bestrafendes Spielelement“. Viele Spieler beschreiben „die Glücksgefühle, wenn ein besonders hartnäckiger Boss nach unzähligen Versuchen endlich besiegt wird“.
Soulslikes zeichnen sich laut Spielejournalistin Elena Schulz außerdem durch besonders trostlose, düstere, atmosphärische Welten aus:

„Egal ob das viktorianische England, ein Dark-Fantasy-Mittelalter oder eine verfallene Zukunft, wir bewegen uns immer durch eine leere und sterbende Welt, die in jeder Ecke Melancholie und Schmerz zu bluten scheint.“

## Verbreitung des Begriffs
Der Begriff findet nach dem Erscheinen von Dark Souls II seit 2015 zunehmende Verwendung. Auf der Spieleplattform Steam finden sich im Jahr 2021 über 700 Titel mit dem entsprechenden Tag. Während einige Entwickler den Begriff bewusst selbst wählen, nehmen andere von der Assoziation Abstand.

## Bekannte Soulslikes
- Souls-Reihe: Demon’s Souls, Dark Souls und Nachfolger
- Bloodborne
- Nioh und Nioh 2
- Elden Ring
- Lords of the Fallen
- The Surge und The Surge 2
- Lies of P